# Aulnay-sous-Bois
Aulnay-sous-Bois é uma comuna francesa localizada no departamento de Seine-Saint-Denis, região de Île-de-France.

## Toponímia
A comuna mudou de nome ao longo dos séculos: Alnetum, Anetum, Auneyum, Aunay, Aunais, Anay, Aunoye, Aulnaye, Aulnay-la-Fosse, Aulnay-en-France no século XV, para se tornar Aulnay-lès-Bondy (ou Aulnay-les-Bondies) em 1787. A cidade é chamada Aulnay-sous-Bois desde 5 de janeiro de 1903.
As interpretações da origem do nome da cidade variam em torno da palavra latina "alnetum", que significa "lugar plantado com amieiros", "bosque de amieiro". Os amieiros seriam muito numerosos na confluência dos rios da cidade: o Morée e o Sausset. De acordo com uma opinião diferente, Aulnay deve seu nome à sua localização no "pagellus alnetenis", o "pays d’Aulnaye" ("país de Aulnaye").
O Aulnoye, ou Aunois (ambos pronunciados da mesma forma no passado, Albert Dauzat argumentou que se deveria pronunciar Aunay e não Aulnay), era um dos pequenos países agrícolas da Ilha de França. Incluía cerca de quinze vilarejos e aldeias espalhados entre matas, prados e bosques. Assim, a vila foi cercada pela Floresta de Bondy que cobria a maior parte do Nordeste de Paris.